# Quand arrive septembre
Pour plus de détails, voir Fiche technique et Distribution.
Quand arrive septembre (en russe : Когда наступает сентябрь, Kogda nastoupaïet sentiabr) est un film soviétique réalisé par Edmond Keossaian, sorti en 1975.

## Synopsis
Levon Pogossian arrive en avion de la ville arménienne d'Achtarak à Moscou, pour féliciter son petit-fils moscovite, Levonik, qui fait sa rentrée à l'école. Levon est très sociable et parle facilement à tout le monde et peut rendre service ce qui n'est pas fréquent dans une grande ville où les voisins ne se connaissent pas entre eux. 
Nouné, la fille de Levon, est jalouse de son mari Vladimir qui travaille dans une fabrique de textile et participe à des spectacles amateurs, ce qui n'est pas sans causer parfois des problèmes à sa famille. Levon sympathise avec le grand-père de Katia qui se trouve près de Levonik. Les parents de Katia sont morts pendant une expédition géologique dans le Pamir, et le grand-père élève seul Katia. Nikolaï Nikolaïevitch aide aussi Levon dans ses problèmes de santé causés par des blessures de guerre. Lors d'un examen médical, il s'avère que Levon n'a plus longtemps à vivre, mais on ne le lui dit pas. 
Le serrurier Guéna fabrique un brasero pour Levon. Levon et Levonik cuisinent un barbecue sur le balcon d'un gratte-ciel de Moscou. Les voisins, voyant de la fumée, appellent les pompiers. Levon invite tous ses amis au barbecue. Les amis de Levon le raccompagnent à l'aéroport
.

## Fiche technique
- Titre : Quand arrive septembre
- Titre original : Когда наступает сентябрь
- Réalisation : Edmond Keossaian
- Scénario : Edmond Keossaian et Konstantin Issaïev (ru)
- Direction artistique : Evgueni Serganov
- Photographie : Mikhaïl Ardabievski
- Compositeur : Yan Frenkel
- Chef d'orchestre : Emin Khatchatourian
- Paroles des chansons : Igor Chaferan (ru)
- Montage : Valentina Koulaguina
- Costumes : Ganna Ganevskaïa
- Son : Semen Litvinov
- Assistant réalisateur : Levon Assatrian
- Producteur exécutif : Lazare Milkis (ru)
- Production : Mosfilm
- Pays d'origine :  Union soviétique
- Langue : russe
- Genre : drame
- Durée : 91 minutes
- Dates de sortie :  Union soviétique : 23 février 1975

## Distribution
- Armen Djigarkhanian : Levon Pogossian
- Nikolaï Krioutchkov : Nikolaï Ivanov, grand-père de Katia
- Laura Gevorkian (ru) : Nouné Kondrikova, fille de Levon
- Vladimir Ivachov : Vladimir Kondrikov, mari de Nouné
- Ivan Ryjov : général de médecine
- Galina Polskikh : Nastasia Vassilievna, cantonnier
- Mikhaïl Metelkine (ru) : Mikhaïl Mikhaïlovitch, agent de milice
- Vladimir Nossik (ru) : Guena, plombier
- Nikolaï Grabbe : Mikhaïl Ivanovitch, radiologue
- Edgar Elbakian (ru) : Laërte, acteur raté
- Viktor Avdiouchko : Evgueni Viktorovitch, directeur de thèse de Nouné
- Anton Iline : Levonik, petit fils de Levon Kondrikov
- Natacha Tcherychova : Katia, petite-fille de Nikolaï Nikolaïevitch
- Lioubov Sokolova : gardienne à l'usine
- Avetik Gevorkyan : Stepan